# Liste der Monuments historiques in Plaimbois-Vennes
Die Liste der Monuments historiques in Plaimbois-Vennes führt die Monuments historiques in der französischen Gemeinde Plaimbois-Vennes auf.

## Liste der Objekte
| Bezeichnung                                     | Beschreibung                                                                       | Standort                          | Kennzeichnung | Schutzstatus | Datum | Bild |
| ----------------------------------------------- | ---------------------------------------------------------------------------------- | --------------------------------- | ------------- | ------------ | ----- | ---- |
| Taufbecken                                      | mit Gemälde Taufe Christi; Holz, Ölfarbe auf Leinwand, Anfang des 18. Jahrhunderts | in der Kirche St-Sébastien (Lage) | PM25002341    | Inscrit      | 1975  |      |
| Skulptur Heiliger Sebastian                     | Holz, farbig gefasst, 18. oder 19. Jahrhundert                                     | in der Kirche St-Sébastien (Lage) | PM25002342    | Inscrit      | 1975  |      |
| Skulptur Heiliger Isidor                        | Holz, farbig gefasst, 18. oder 19. Jahrhundert                                     | in der Kirche St-Sébastien (Lage) | PM25002343    | Inscrit      | 1975  |      |
| Gemälde Schwarze Madonna von Einsiedeln         | Ölfarbe auf Leinwand, 17. oder 18. Jahrhundert                                     | in der Kirche St-Sébastien (Lage) | PM25002344    | Inscrit      | 1975  |      |
| Gemälde Heilige Gratian und Guarinus von Sitten | Ölfarbe auf Leinwand, bezeichnet 1715                                              | in der Kirche St-Sébastien (Lage) | PM25002345    | Inscrit      | 1975  |      |
| Wandvertäfelung des Chorraums                   | Holz, 18. Jahrhundert                                                              | in der Kirche St-Sébastien (Lage) | PM25002346    | Inscrit      | 1979  |      |
| Zwei Beichtstühle                               | Holz, 18. Jahrhundert                                                              | in der Kirche St-Sébastien (Lage) | PM25002347    | Inscrit      | 1979  |      |
| Gemälde Stiftung des Rosenkranzes               | Ölfarbe auf Leinwand, vergoldeter Holzrahmen, 19. Jahrhundert                      | in der Kirche St-Sébastien (Lage) | PM25002348    | Inscrit      | 1979  |      |
| Gemälde Predigt des heiligen Franziskus         | Ölfarbe auf Leinwand, vergoldeter Holzrahmen, 19. Jahrhundert                      | in der Kirche St-Sébastien (Lage) | PM25002349    | Inscrit      | 1979  |      |